# تيري وايت (مغنية)
تيري وايت (بالإنجليزية: Terri White)‏ هي مغنية أمريكية، ولدت في 1948 في بالو ألتو في الولايات المتحدة.

## وصلات خارجية
- الموقع الرسمي
- تيري وايت على موقع IMDb (الإنجليزية)
- تيري وايت على موقع ميوزك برينز (الإنجليزية)
- تيري وايت على موقع قاعدة بيانات برودواي على الإنترنت (الإنجليزية)
- تيري وايت على موقع قاعدة بيانات الفيلم (الإنجليزية)